# Frölundatunneln
Frölundatunneln är en 400 meter lång spårvägstunnel under Frölunda torg och Västerleden i Västra Frölunda, Göteborg, som blev klar 1966. Den byggdes till största del genom cut-and-cover-metoden där betongelement sänktes ner i ett uppgrävt schakt. 
Tunneln är en del av Göteborgs spårväg och trafikeras av spårvagnslinjerna 1, 7 och 8. I tunnelns mynning finns en delvis underjordisk spårvagnshållplats, Frölunda torg. Vid en större upprustning av köpcentrumet under 00-talet byggdes stationen om för att skapa en bättre miljö. I tunneln finns en vändslinja där linje 8 vänder samt personalutrymmen för spårvagnsförare som har rast.